# 이원대
이원대(1990년 9월 27일 ~ )는 한국 프로 농구 대구 한국가스공사 페가수스 소속 농구 선수이다. 포지션은 포인트 가드이며, 등 번호는 번이다.
2012 ~ 2013 KBL 신인 드래프트에서 전체 7순위로 안양 KGC 인삼공사에 지명되었다.
이후 2018 ~ 2019 시즌부터 강병현과 함께 기승호, 배병준과 2:2로 트레이드 되어 창원 LG 세이커스에서 뛰게되었다.

## 학력
- 울산송정초등학교
- 울산화봉중학교
- 울산무룡고등학교
- 건국대학교

## 경력
- 2012년 : 안양 KGC 인삼공사 입단 (1라운드 7순위)
- 2012년 ~ 2015년 : 안양 KGC 인삼공사
- 2015년 ~ 2017년 : 신협 상무 농구단
- 2017년 ~ 2018년 : 안양 KGC 인삼공사
- 2018년 ~ 2021년 : 창원 LG 세이커스
- 2021년 ~ 2022년: 서울 SK 나이츠
- 2022년 ~ :대구 한국가스공사 페가수스